# Reitoru
Reitoru vagy Te Pirehi egy teljesen körbezárt atoll sziget a Dél-Csendes-óceánon. A terület politikailag Francia Polinéziához tartozik. Reitoru a Tuamotu-szigetek egyik alcsoportjának, a Hikueru szigetcsoportnak a része. A Hikueru szigetcsoport a Tuamotu szigetcsoport központi részén található. A Hikueru szigetcsoport másik négy tagja Marokau, Ravahere, Hikueru és Tekokota. A szigetcsoport legészakibb szigete Tekokata. Tőle délre az első sziget Hikueru 22km-re. Hikueru délnyugati szomszédja Reitoru 42km-re, délkeletre pedig Marokau (46km) és Makatea (55km). Marokau és Ravahere egy külön álló apró szigetcsoportot képez, mely a Két csoport-szigetek nevet viseli. Reitoru Tahititől 640km-re fekszik keletre.
Reitoru atoll kör alakját nem töri meg hajózható tengerszoros (két sekélyebb áttörés van a keleti oldalon). Belső lagúnájába ezért nem lehet vízen keresztül bejutni. Az ovális alakú atoll 5 km hosszú és legnagyobb szélessége 3 km. A teljes víz feletti területe 7 km².

## Története
Reitoru atollt legelőször Louis Antoine de Bougainville francia felfedező fedezte fel a nyugat számára 1768-ban. 1769. április 7-én James Cook hajós kapitány is kikötött a szigeten. Ezután Edward Belcher brit tengerész látogatott az atollra 1826. március 8-án és 1837. március 29-én. Utóbbi alkalommal adta a szigetnek a Madár-sziget (Bird Island) elnevezést.
A 19. században Hikueru francia gyarmat lett.
Az 1903-as trópusi ciklon hatalmas károkat okozott a szigeteken, mintegy 100 ember veszett oda.
Az atollon időszakosan élnek emberek, akik gyöngyöt gyűjtenek és koprát.

## Közigazgatás
Közigazgatásilag Reitoru atoll Hikueru települési önkormányzathoz tartozik Marokau, Ravahere, Hikueru és Tekokota szigetekkel együtt.